# Puruvesi
Der Puruvesi ist ein See im Osten Finnlands, in den Landschaften Südsavo und Nordkarelien. 
Der See liegt in den Gemeindegrenzen von Savonlinna und Kitee. 
Er ist Teil des Saimaa-Seensystems und grenzt an den südlich gelegenen Sees Pihlajavesi. 
Der inselreiche Puruvesi besitzt eine Vielzahl offener Wasserflächen, deren größten sind Hummonselkä, Pajuselkä, Sammalselkä, Mustanselkä und Ruosteselkä. 
Der See ist bekannt für sein klares Wasser.
In den letzten Jahren wurde die Saimaa-Ringelrobbe im Puruvesi gesichtet. 